# 흰배할미새사촌

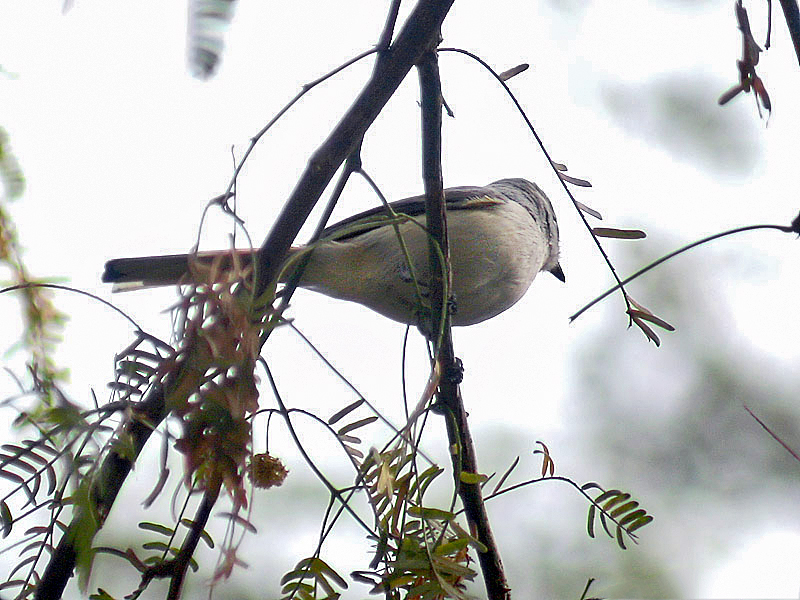
암컷

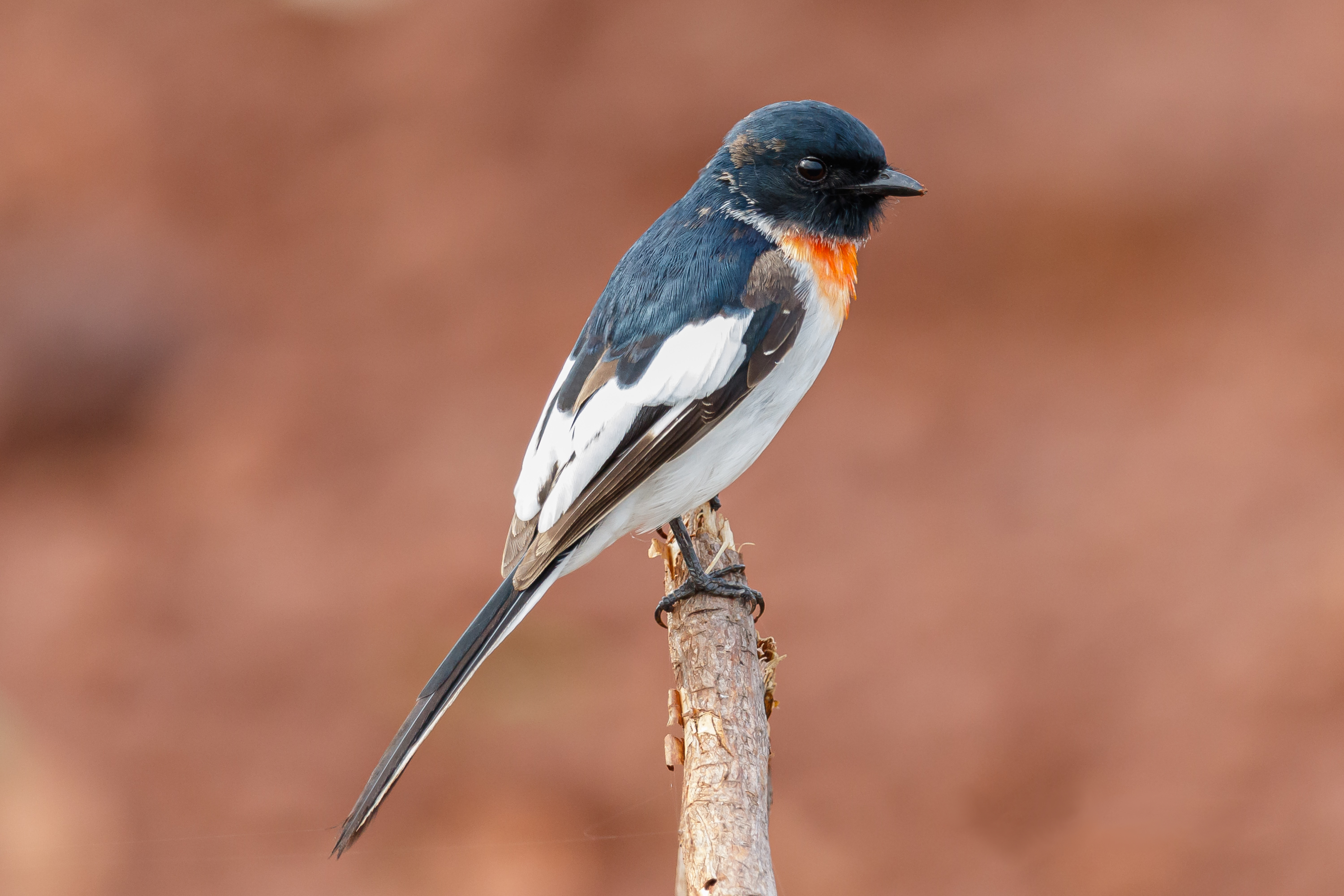
수컷

흰배할미새사촌(Pericrocotus erythropygius)은 할미새사촌과의 한 종으로 주로 네팔과 인도에 분포하며 보통 건조낙엽수림에 서식한다. 이 종은 안정적으로 개체수를 유지하고 있다는 점이 특징적이며, 20,000 km2 이상의 지역에 분포한다.

## 모습
수컷의 머리와 등은 모두 검은색이며, 그 밖에 복부 부분은 흰색이다. 목 아래의 가슴 부분이 주황색인 것이 특징이다. 날개는 전체적으로 검은색이며 흰색 무늬가 있다.
암컷의 머리꼭대기와 눈선, 뒷머리, 등은 모두 회갈색이다. 복부 부분은 수컷과 같게 흰색을 띠며, 수컷과 달리 가슴 부분도 흰색이다. 날개도 전체적으로 회갈색에 흰색 무늬가 있다.